# 米科拉伊夫卡 (頓內茨克區)
48°00′11″N 38°14′58″E / 48.00306°N 38.24944°E

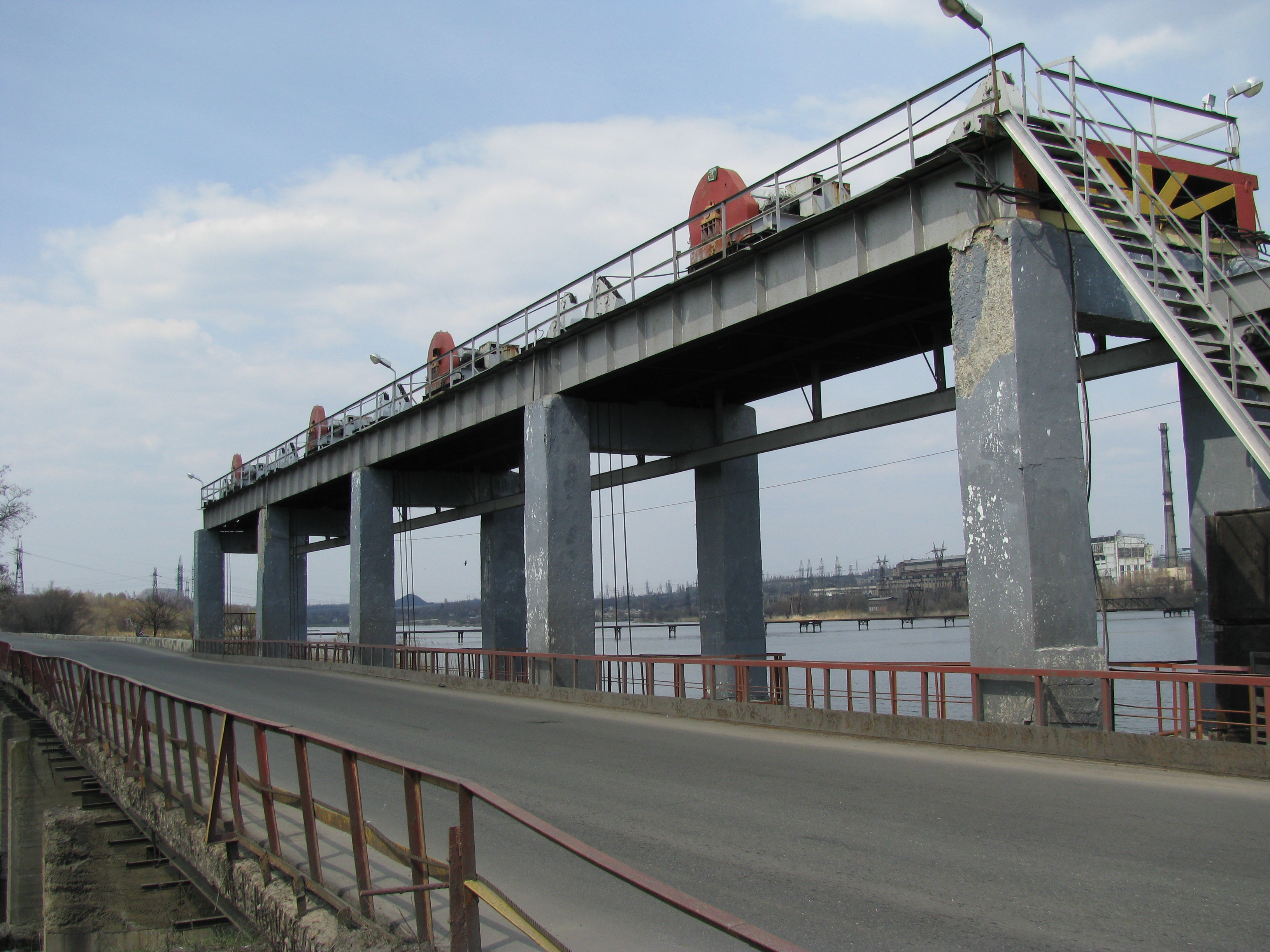
大坝

米科拉伊夫卡（烏克蘭語：Миколаївка），是烏克蘭的鎮，位於該國東部顿涅茨克州，由顿涅茨克区的哈爾齊茲克市鎮負責管轄，處於克倫卡河右岸，海拔高度92米，2011年人口167。